# خاندان نایتو

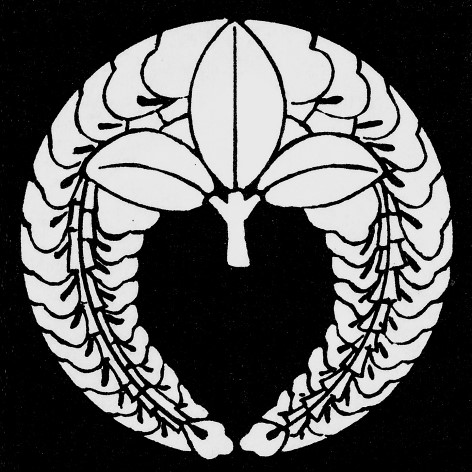
نشان خاندان نایتو

خاندان نایتو (به ژاپنی: 内藤氏 Naitō clan) یکی از خاندان‌های سامورایی در ژاپن بود. سر خاندان نایتو نایتو موری‌ایه بود که در طول دوره کاماکورا به نخستین شوگون میناموتو نو یوری‌تومو خدمت می کرد. این خاندان به چندین شعبه منشعب شده است. یک شعبه از آن در ولایت تانبا مستقر بود.